# Capilla de Nuestra Señora del Carmen (Ultracautín)
La capilla de Nuestra Señora del Carmen es un templo católico ubicado en la comuna de Lautaro, en la calle Barros Arana, sector Ultra cautín, Región de la Araucanía, Chile.
Según archivos del Consejo de Monumentos Nacionales, su construcción se inició el año 1924; según la placa conmemorativa que se encuentra a la entrada de la capilla en la actualidad, su construcción data de 1925. En 1927 se añadieron la escalera caracol, la campana, la bandarilla del coro, y un comulgatorio hechos en talleres de la comuna de Padre Las Casas.
La construcción del templo estuvo a cargo del padre Wolfram de Yohannesbrumm y la pintura que recorre todos los muros y el techo de la iglesia es del fraile Tomás de Augusta, quien contó con dos ayudantes para este trabajo.
La construcción terminó en 1926. Fue declarada monumento nacional de Chile, en la categoría de Monumento Histórico, mediante el Decreto n.º 446 del 19 de agosto de 2013. Ese mismo año fue incorporada bajo la mesa del Patrimonio comunal, en la alcaldía de Miguel Jaramillo Salazar. 

## Historia
La misión capuchina de Ultracautín fue fundada por el prefecto apostólico de la Araucanía Burcardo María de Röttingen a principios del siglo XX. La capilla se construyó entre los años 1924 y 1926, gracias al dinero recolectado por el capuchino Wolfgang de Kochel. En 1927 se añadieron las pinturas interiores.
El terremoto de 2010 dañó a la iglesia, por lo que tuvo que ser restaurada. Estas obras fueron finalizadas en 2015 bajo el segundo gobierno de Michelle Bachelet, con el financiamiento del Fondo Nacional de Desarrollo Local. 

## Descripción
Construida en roble pellín, revestido en madera, presenta una planta basilical, un techo a dos aguas y una torre campanario. Su exterior está revestido por planchas metálicas onduladas. En su arquitectura predominan detalles ornamentales y constructivos propios de las iglesias edificadas en La Araucanía a principio del siglo XX.

## Galería

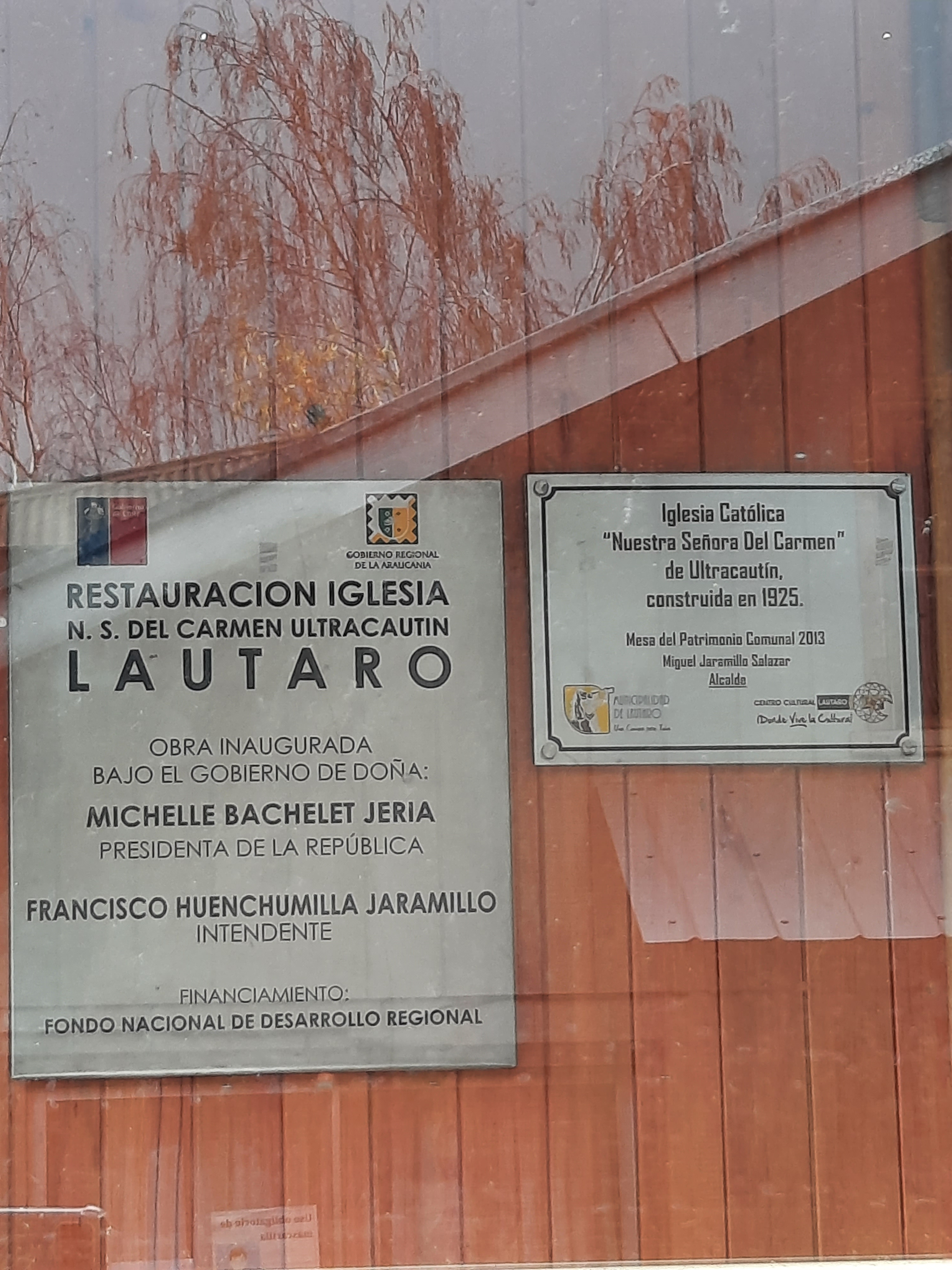
Placas conmemorativas de la Capilla
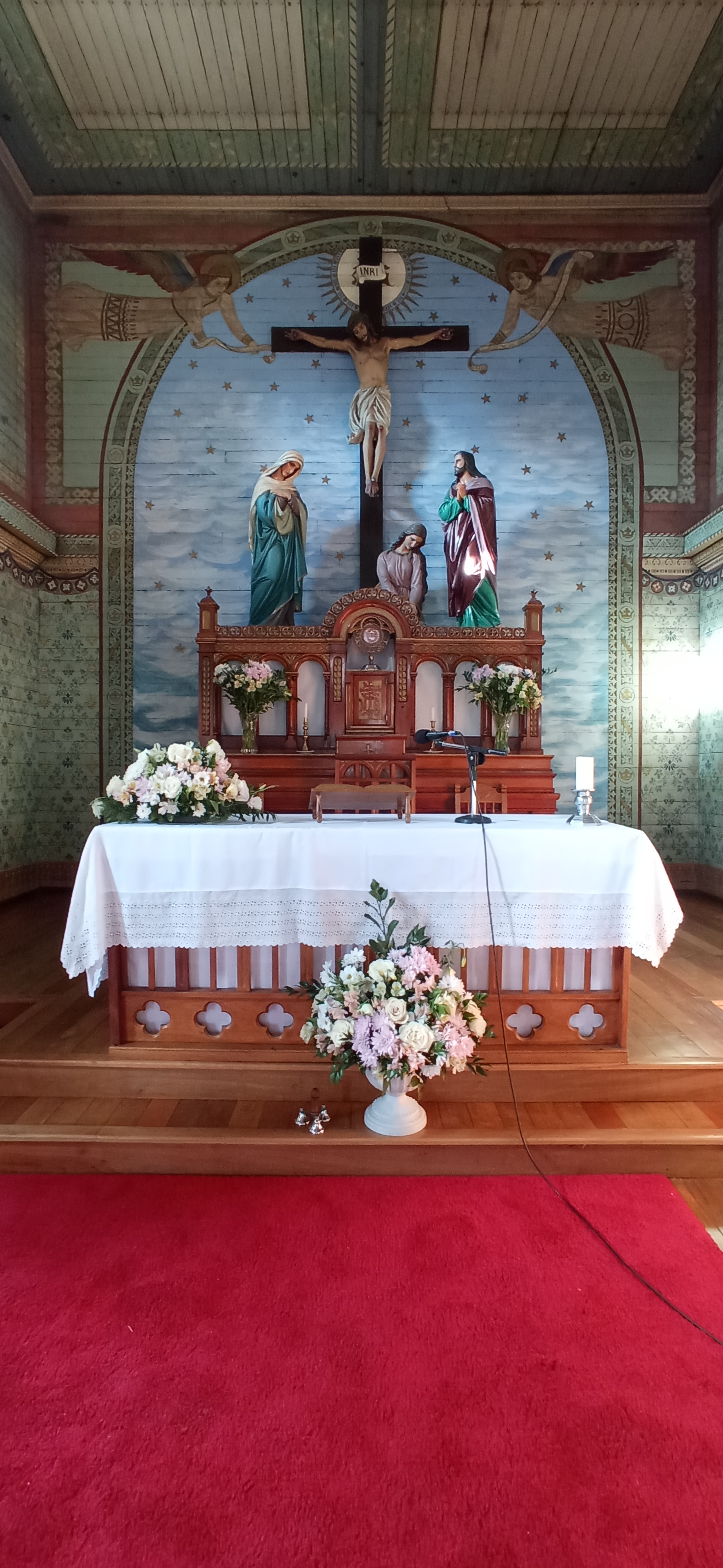
Altar central de la Capilla
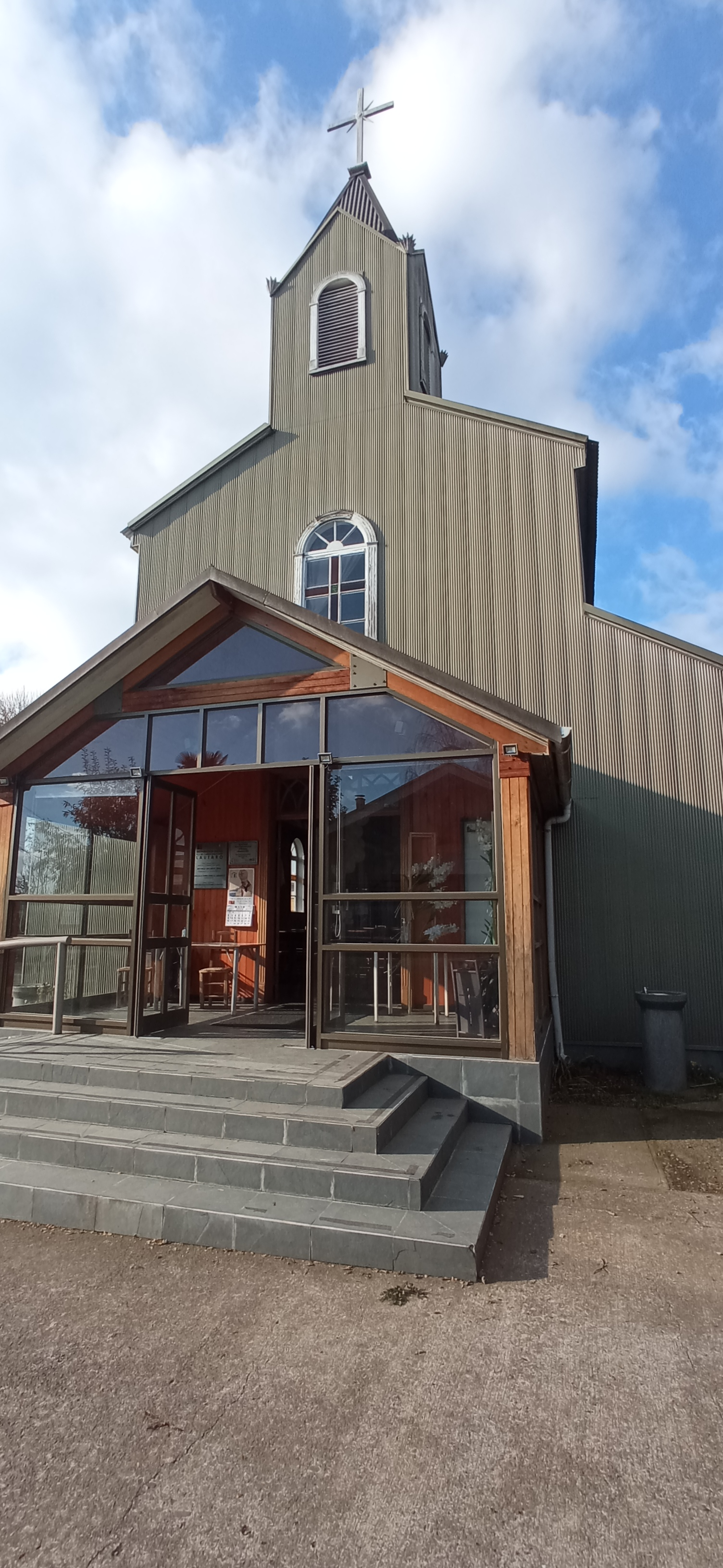
Vista frontal de la Capilla
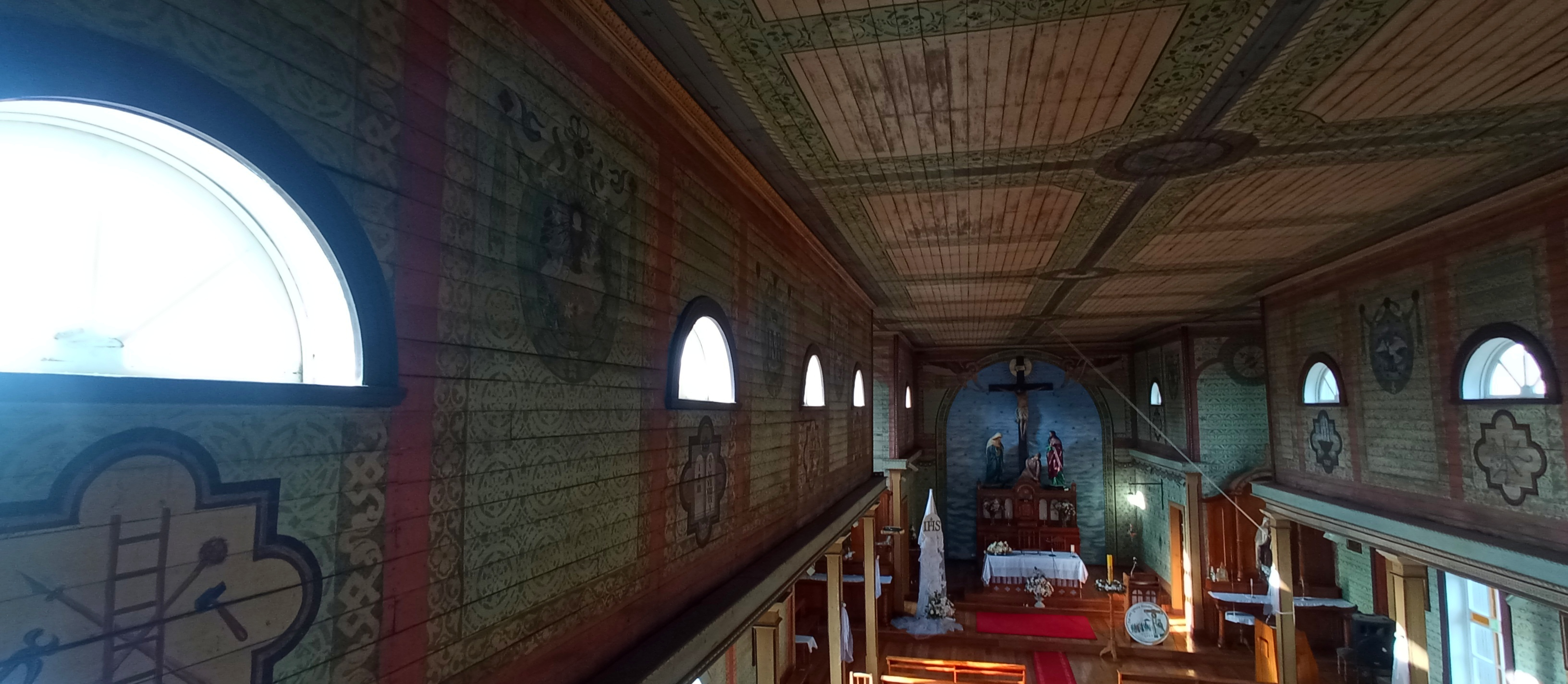
Techo de la Capilla
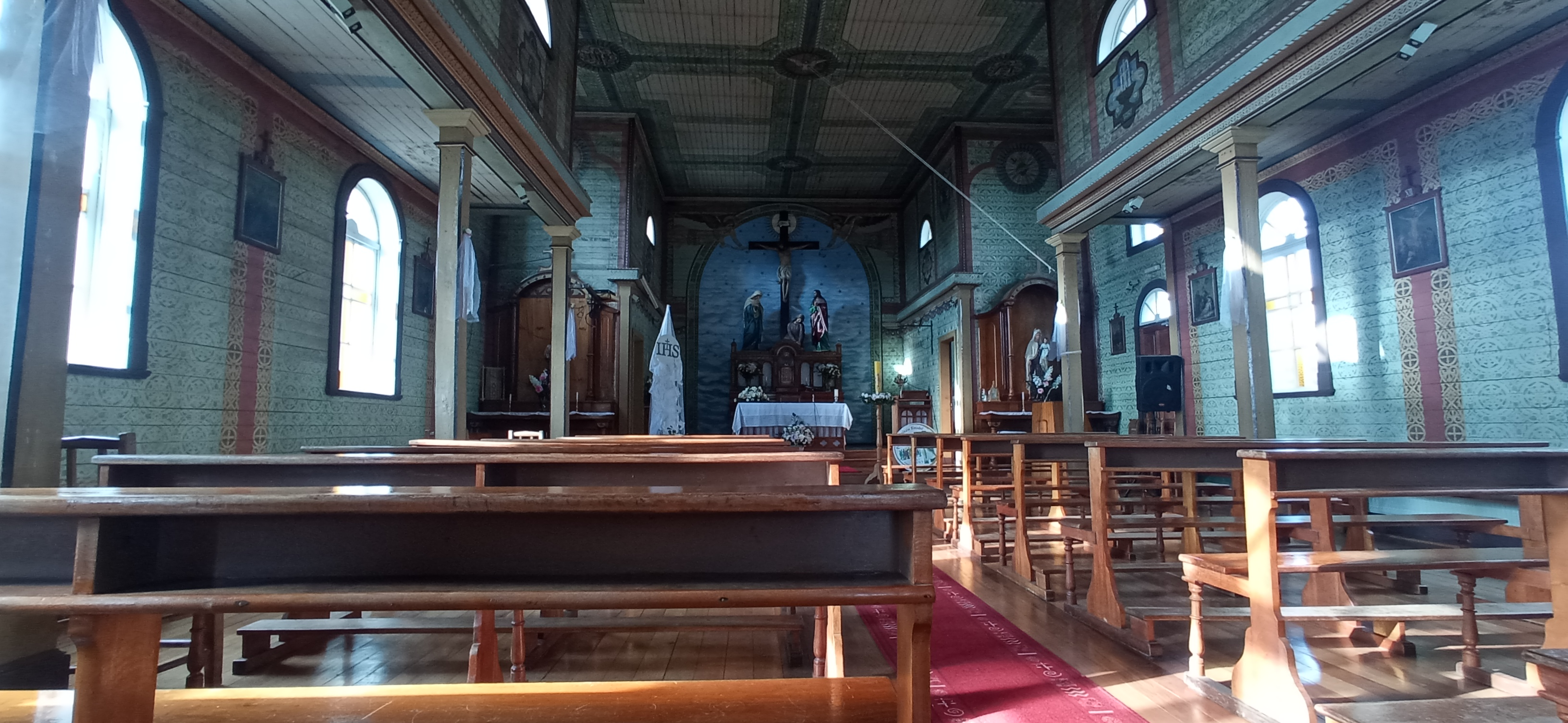
Vista a los banquillos de la Capilla